# Neptis namba
Neptis namba är en fjärilsart som beskrevs av Robert Christopher Tytler 1915. Neptis namba ingår i släktet Neptis och familjen praktfjärilar. Inga underarter finns listade i Catalogue of Life.